# Liste von Science-Fiction-Serien (1980er)
Bei diesem Artikel handelt es sich um eine Teilliste des Artikels Liste von Science-Fiction-Serien.
| Titel                                           | Originaltitel                                         | Produktionsjahre      | Anzahl der Episoden | Produktionsland                                         |
| ----------------------------------------------- | ----------------------------------------------------- | --------------------- | ------------------- | ------------------------------------------------------- |
| Airwolf                                         | Airwolf                                               | 1984–1987             | 79                  | USA                                                     |
| ALF                                             | ALF                                                   | 1986–1990             | 102                 | USA                                                     |
| Alien Nation                                    | Alien Nation                                          | 1989–1990             | 22                  | USA                                                     |
| Der Androjäger                                  | Der Androjäger                                        | 1981                  | 26                  | Deutschland                                             |
| Armored Trooper Votoms                          | 装甲騎兵ボトムズ, Sōkō Kihei Botomuzu                 | 1983–1984             | 52                  | Japan                                                   |
| Astro Boy                                       | 鉄腕アトム, Tetsuwan Atomu                            | 1980–1981             | 52                  | Japan                                                   |
| Astronauts                                      | Astronauts                                            | 1981–1983             | 13                  | Großbritannien                                          |
| Die Astro-Dinos                                 | Dinosaucers                                           | 1987                  | 65                  | USA / Kanada                                            |
| Aura Battler Dunbine                            | 聖戦士ダンバイン, Seisenshi Dambain                   | 1983–1984             | 49                  | Japan                                                   |
| Automan – Der Superdetektiv                     | Automan                                               | 1983                  | 13                  | USA                                                     |
| Aoi Blink                                       | 青いブリンク, Aoi Burinku                             | 1989                  | 39                  | Japan                                                   |
| Die Besucher                                    | Návštěvníci                                           | 1981–1983             | 16                  | Tschechoslowakei / Deutschland / Schweiz / Frankreich   |
| Beyond Westworld                                | Beyond Westworld                                      | 1980                  | 5                   | USA                                                     |
| Blue Comet SPT Layzner                          | 蒼き流星SPTレイズナー, Aoki Ryūsei Esu Pī Tī Reizunā  | 1985–1986             | 38                  | Japan                                                   |
| Bradburys Gruselkabinett                        | The Ray Bradbury Theater                              | 1985–1992             | 65                  | Frankreich / Großbritannien / Kanada / USA / Neuseeland |
| Bravestarr                                      | Bravestarr                                            | 1987–1988             | 65                  | USA                                                     |
| Captain N                                       | Captain N: The Game Master                            | 1989–1991             | 34                  | USA                                                     |
| Captain Power                                   | Captain Power and the Soldiers of the Future          | 1987–1989             | 22                  | Kanada                                                  |
| Captain Zep – Space Detective                   | Captain Zep – Space Detective                         | 1983–1984             | 12                  | Großbritannien                                          |
| Centurions                                      | The Centurions                                        | 1985–1987             | 65                  | USA                                                     |
| Combat Mecha Xabungle                           | 戦闘メカ ザブングル Sentō Meka Zabunguru              | 1982–1983             | 50                  | Japan                                                   |
| C.O.P.S.                                        | C.O.P.S.                                              | 1988–1989             | 65                  | USA                                                     |
| Defenders of the Earth – Die Retter der Erde    | Defenders of The Earth                                | 1986–1987             | 65                  | USA                                                     |
| Dick Spanner, P.I.                              | Dick Spanner, P.I.                                    | 1986–1987             | 22                  | Großbritannien                                          |
| Dino-Riders                                     | Dino-Riders                                           | 1988                  | 14                  | USA                                                     |
| Diplodo                                         | Diplodos                                              | 1987–1988             | 24                  | Frankreich / Japan / USA                                |
| Dirty Pair                                      | ダーティペア                                          | 1985                  | 24                  | Japan                                                   |
| Die dreibeinigen Herrscher                      | The Tripods                                           | 1984–1985             | 25                  | Großbritannien                                          |
| Dr. Slump & Arale-Chan                          | Dr.スランプ アラレちゃん, Dr. Slump Arale-chan        | 1981–1986             | 243                 | Japan                                                   |
| Ein Fall für Professor Chase                    | Manimal                                               | 1983                  | 8                   | USA                                                     |
| Fang of the Sun Dougram                         | 太陽の牙ダグラム, Taiyō no Kiba Daguramu              | 1981–1983             | 75                  | Japan                                                   |
| Fantastic Max                                   | Fantastic Max                                         | 1988–1990             | 26                  | USA / Großbritannien                                    |
| Fist of the North Star                          | 北斗の拳, Hokuto no Ken                               | 1984–1988             | 152                 | Japan                                                   |
| Das fliegende Auge                              | Blue Thunder                                          | 1984                  | 11                  | USA                                                     |
| Galaxy Rangers                                  | The Adventures of the Galaxy Rangers                  | 1986–1989             | 65                  | USA                                                     |
| Der Gast aus der Zukunft                        | Gostya iz budushchego                                 | 1984                  | 5                   | Sowjetunion                                             |
| Jesse aus dem All                               | Hard Times on Planet Earth                            | 1989                  | 13                  | USA                                                     |
| He-Man and the Masters of the Universe          | He-Man and the Masters of the Universe                | 1983–1984             | 130                 | USA                                                     |
| Jayce and the Wheeled Warriors                  | Jayce and the Wheeled Warriors                        | 1985                  | 65                  | Frankreich / Kanada / USA / Japan                       |
| Der Junge vom anderen Stern                     | The Powers of Matthew Star                            | 1982–1983             | 22                  | USA                                                     |
| Knight Rider                                    | Knight Rider                                          | 1982–1986             | 90                  | USA                                                     |
| Die Königin der tausend Jahre                   | 新竹取物語・1000年女王                                | 1981–1982             | 42                  | Japan                                                   |
| Krieg der Welten                                | War of the worlds                                     | 1988–1990             | 14                  | USA                                                     |
| Legend of the Galactic Heroes                   | 銀河英雄伝説, Ginga Eiyū Densetsu                     | 1988–1997             | 110                 | Japan                                                   |
| Der Mann vom anderen Stern                      | Starman                                               | 1986–1987             | 22                  | USA                                                     |
| M.A.S.K.                                        | M.A.S.K.                                              | 1985                  | 75                  | Kanada / Frankreich / USA                               |
| Max Headroom                                    | Max Headroom                                          | 1987                  | 14                  | USA / Großbritannien / Japan                            |
| Mein Vater ist ein Außerirdischer               | Out of This World                                     | 1987–1991             | 96                  | USA                                                     |
| Mission Terra                                   | Mission Terra                                         | 1985–1988             | 24                  | Deutschland                                             |
| Odysseus 31                                     | 宇宙伝説ユリシーズ31 uchū densetsu Yurishīzu sātī wan | 1981                  | 26                  | Japan                                                   |
| The Phoenix                                     | The Phoenix                                           | 1982                  | 5                   | USA                                                     |
| Per Anhalter durch die Galaxis                  | The Hitch-Hiker’s Guide to the Galaxy                 | 1980                  | 6                   | Großbritannien                                          |
| Raumschiff Enterprise – Das nächste Jahrhundert | Star Trek: The Next Generation                        | 1987–1994             | 178                 | USA                                                     |
| Red Dwarf                                       | Red Dwarf                                             | 1988–1999, 2009, 2012 | 52 + 3 + 6          | Großbritannien                                          |
| Saber Rider und die Starsheriffs                | 星銃士ビスマルク Sei Jūshi Bismarck                   | 1984                  | 52                  | Japan                                                   |
| Der Schatz im All                               | L’isola del tesoro                                    | 1986–1987             | 7                   | Italien / Deutschland                                   |
| She-Ra                                          | She-Ra: Princess of Power                             | 1985–86               | 93                  | USA                                                     |
| Die Sechs-Millionen-Dollar-Familie              | Bionic Six                                            | 1987                  | 65                  | USA / Japan                                             |
| Space – Ein Mann greift nach den Sternen        | James A. Michener’s Space                             | 1985                  | 5 (Miniserie), 13   | USA                                                     |
| Die Spezialisten unterwegs                      | Misfits of Science                                    | 1985–1986             | 16, 17              | USA                                                     |
| Spuk von Draußen                                | Spuk von Draußen                                      | 1987                  | 9                   | DDR                                                     |
| Starcom                                         | Starcom: The U.S. Space Force                         | 1987                  | 13                  | USA                                                     |
| Sternenflotte                                   | Xボンバー Ekkusu Bonbā                                | 1980–1981             | 26                  | Japan                                                   |
| Sternensommer                                   | Sternensommer                                         | 1980                  | 6                   | Deutschland                                             |
| Street Hawk                                     | Street Hawk                                           | 1985–1986             | 13                  | USA                                                     |
| Superboy                                        | Superboy                                              | 1988–1992             | 100                 | USA                                                     |
| Superman                                        | Superman                                              | 1988                  | 13                  | USA                                                     |
| Terrahawks                                      | Terrahawks                                            | 1983–1984             | 39                  | Großbritannien                                          |
| Those Obnoxious Aliens                          | うる星やつら                                          | 1981–1986             | 195 + 1             | Japan                                                   |
| ThunderCats                                     | ThunderCats                                           | 1985–1990             | 130                 | USA                                                     |
| Transformers                                    | The Transformers                                      | 1984–1987             | 98                  | USA / Japan / Südkorea / Philippinen                    |
| Unglaubliche Geschichten                        | Steven Spielberg presents Amazing Stories             | 1985–1987             | 45                  | USA                                                     |
| Unwahrscheinliche Geschichten                   | Twilight Zone                                         | 1985–1987             | 64                  | USA                                                     |
| Unterwegs nach Atlantis                         | Unterwegs nach Atlantis                               | 1981                  | 13                  | Tschechoslowakei / Deutschland / Österreich / Schweiz   |
| V – Die außerirdischen Besucher kommen          | V                                                     | 1983–1985             | 24                  | USA                                                     |
| Vicki                                           | Small Wonder                                          | 1985–1989             | 96                  | USA                                                     |
| Die Wächter                                     | Die Wächter                                           | 1985                  | 6                   | Deutschland                                             |
| Voltron                                         | Voltron – Defender of the Universe                    | 1984                  | 128                 | Japan / USA                                             |
| Die Zeitreisenden                               | Voyagers!                                             | 1982                  | 20                  | USA                                                     |
| Zurück in die Vergangenheit                     | Quantum Leap                                          | 1989–1993             | 97                  | USA                                                     |